# Jim Borst
Jim Borst (Ursem, Países Bajos, 3 de agosto de 1932-Srinagar, India; 5 de septiembre de 2018) fue un misionero católico neerlandés de la Sociedad Misionera de San José de Mill Hill, comúnmente llamado Mill Hill Missionaries.

## Biografía
Ordenado sacerdote de la Sociedad Misionera San José de Mill Hill el 7 de mayo de 1957, comenzó a cumplir su misión como sacerdote en Jammu y Cachemira (India), en 1963.
Miembro activo de la diócesis católica de Jammu-Srinagar, fue un líder espiritual bien conocido en toda la India. Fue un orador frecuente en muchas convenciones y seminarios. En 2011, fue convocado por la Corte de la Sharia y sirvió una Fatwa en 2012, después de lo cual recibió un Aviso de Quit India de la Oficina de Registro de Extranjeros de Cachemira. Fue el único Mill Hill Missionary sirviendo en el Valle de Cachemira hasta su fallecimiento, acaecido el 5 de septiembre de 2018 a los 86 años a causa de una insuficiencia cardíaca.

## Campo de educación
Director de la Escuela San José (Baramulla) desde 1974 hasta 1975, sirvió como párroco de la Iglesia Católica de San José (Baramulla), donde la Hermana M. Teresalina Joaquina FMM fue martirizada. Dirigió Burn Hall School Srinagar durante algún tiempo. También tradujo la Santa Biblia a la lengua local de Cachemira.
El Padre Jim inició dos escuelas de caridad, una en Srinagar y otra en Pulwama con el nombre de "Buena Escuela de Pastores". Vivió en la casa del sacerdote en la Iglesia Católica de la Sagrada Familia (Srinagar). Fue autor de varios libros y artículos.

## Obras publicadas
- A Method of Contemplative Prayer[8][9]
- Coming To God In The Stillness[10][10][11]